# Vườn quốc gia Wadbilliga
Vườn quốc gia Wadbilliga là một vườn quốc gia ở bang New South Wales, Úc, cách thành phố Sydney 425 km về phía tây nam, và cách thành phố Canberra 150 km về phía đông nam.
Trong vườn quốc gia này có thác Tuross, hẻm sông Tuross, khu thú vật chim muông hoang Brogo (Brogo Wilderness Area), và một nơi nương náu của các loài chim và các loài thú có túi.